# فهرست جایزه‌ها و نامزدی‌های جاستین بیبر

## جوایز موسیقی بریت
| سال  | نامزدی / اثر | جایزه                 | نتیجه |
| ---- | ------------ | --------------------- | ----- |
| ۲۰۱۱ | جاستین بیبر  | هنرمند موفق بین‌المللی | پیروز |

## جوایز موسیقی سی‌ام‌تی
| سال  | نامزدی / اثر                                | جایزه                  | نتیجه |
| ---- | ------------------------------------------- | ---------------------- | ----- |
| ۲۰۱۱ | اون باید من باشم با همراهی گروه راسکال فلتس | ویدئو کلیپ مشارکتی سال | پیروز |

## جوایز Meus Prêmios Nick
| سال  | نامزدی / اثر | جایزه                    | نتیجه |
| ---- | ------------ | ------------------------ | ----- |
| ۲۰۱۰ | جاستین بیبر  | هنرمند برگزیدهٔ بین‌المللی | پیروز |

## جوایز بت
| سال  | نامزدی / اثر | جایزه              | نتیجه    |
| ---- | ------------ | ------------------ | -------- |
| ۲۰۱۰ | جاستین بیبر  | بهترین هنرمند جدید | نامزدشده |

## جوایز بیلبورد
| سال  | نامزدی / اثر | جایزه                        | نتیجه    |
| ---- | ------------ | ---------------------------- | -------- |
| ۲۰۱۱ | جاستین بیبر  | هنرمند برتر                  | نامزدشده |
| ۲۰۱۱ | جاستین بیبر  | برترین هنرمند جدید           | پیروز    |
| ۲۰۱۱ | جاستین بیبر  | برترین هنرمند مردمی          | پیروز    |
| ۲۰۱۱ | جاستین بیبر  | برترین هنرمند بیلبورد ۲۰۰    | نامزدشده |
| ۲۰۱۱ | جاستین بیبر  | Top Streaming Artist         | پیروز    |
| ۲۰۱۱ | جاستین بیبر  | Top Digital Media Artist     | پیروز    |
| ۲۰۱۱ | جاستین بیبر  | برترین هنرمند مرد            | نامزدشده |
| ۲۰۱۱ | جاستین بیبر  | برترین هنرمند پاپ            | نامزدشده |
| ۲۰۱۱ | دنیای من ۲٫۰ | برترین آلبوم بیلبورد ۲۰۰     | نامزدشده |
| ۲۰۱۱ | دنیای من ۲٫۰ | برترین آلبوم پاپ             | پیروز    |
| ۲۰۱۱ | «عزیزم»      | ‎ Top Streaming Song (Video) ‎ | پیروز    |

## جوایز تی‌آرال
| سال  | نامزدی / اثر | جایزه                   | نتیجه |
| ---- | ------------ | ----------------------- | ----- |
| ۲۰۱۰ | جاستین بیبر  | بهترین هنرمند بین‌المللی | پیروز |

## جوایز جهانی موسیقی
| سال  | نامزدی / اثر | جایزه              | نتیجه    |
| ---- | ------------ | ------------------ | -------- |
| ۲۰۱۰ | جاستین بیبر  | بهترین هنرمند پاپ  | نامزدشده |
| ۲۰۱۰ | جاستین بیبر  | بهترین هنرمند جدید | نامزدشده |

## جوایز جوانان هالیوود
| سال  | نامزدی / اثر | جایزه        | نتیجه |
| ---- | ------------ | ------------ | ----- |
| ۲۰۱۰ | جاستین بیبر  | تازه‌وارد سال | پیروز |

## جوایز جونو
| سال  | نامزدی / اثر | جایزه           | نتیجه    |
| ---- | ------------ | --------------- | -------- |
| ۲۰۱۰ | دنیای من ۲٫۰ | آلبوم سال       | نامزدشده |
| ۲۰۱۰ | دنیای من ۲٫۰ | آلبوم پاپ سال   | نامزدشده |
| ۲۰۱۰ | جاستین بیبر  | هنرمند جدید سال | نامزدشده |
| ۲۰۱۱ | جاستین بیبر  | هنرمند سال      | نامزدشده |
| ۲۰۱۱ | جاستین بیبر  | انتخاب هواداران | پیروز    |
| ۲۰۱۱ | دنیای من ۲٫۰ | آلبوم سال       | نامزدشده |
| ۲۰۱۱ | دنیای من ۲٫۰ | آلبوم پاپ سال   | پیروز    |

## جوایز سینمایی ام‌تی‌وی
| سال  | نامزدی / اثر               | جایزه                           | نتیجه |
| ---- | -------------------------- | ------------------------------- | ----- |
| ۲۰۱۱ | جاستین بیبر: هرگز نگو هرگز | Best Jaw Dropping Moment Winner | پیروز |

## جوایز گرمی
| سال  | نامزدی / اثر | جایزه                  | نتیجه    |
| ---- | ------------ | ---------------------- | -------- |
| ۲۰۱۱ | جاستین بیبر  | بهترین هنرمند جدید     | نامزدشده |
| ۲۰۱۱ | دنیای من ۲٫۰ | بهترین آلبوم آوازی پاپ | نامزدشده |

## جوایز موزیک ویدئوی ام‌تی‌وی
| سال  | نامزدی / اثر | جایزه                    | نتیجه |
| ---- | ------------ | ------------------------ | ----- |
| ۲۰۱۰ | جاستین بیبر  | بهترین هنرمند جدید       | پیروز |
| ۲۰۱۱ | «لبخند بزن»  | بهترین ویدئوی هنرمند مَرد | پیروز |

### جوایز موسیقی ام‌تی‌وی اروپا
| سال  | نامزدی / اثر | جایزه                | نتیجه    |
| ---- | ------------ | -------------------- | -------- |
| ۲۰۱۰ | جاستین بیبر  | بهترین هنرمند جدید   | نامزدشده |
| ۲۰۱۰ | جاستین بیبر  | بهترین مرد           | پیروز    |
| ۲۰۱۰ | جاستین بیبر  | Best Push Act        | پیروز    |
| ۲۰۱۱ | جاستین بیبر  | بهترین مرد           | پیروز    |
| ۲۰۱۱ | جاستین بیبر  | بهترین در موسیقی پاپ | پیروز    |
| ۲۰۱۱ | جاستین بیبر  | بزرگ‌ترین هواداران    | نامزدشده |

### جوایز موسیقی ام‌تی‌وی برزیل
| سال  | نامزدی / اثر | جایزه            | نتیجه |
| ---- | ------------ | ---------------- | ----- |
| ۲۰۱۰ | جاستین بیبر  | هنرمند بین‌المللی | پیروز |

## جوایز موزیک ویدئوی ماچ
| سال  | نامزدی / اثر | جایزه                                 | نتیجه |
| ---- | ------------ | ------------------------------------- | ----- |
| ۲۰۱۰ | جاستین بیبر  | هنرمند جدید                           | پیروز |
| ۲۰۱۰ | «عزیزم»      | ویدئوی کانادایی                       | پیروز |
| ۲۰۱۰ | «عزیزم»      | ویدئوی بین‌المللی سال توسط یک کانادایی | پیروز |

## جوایز موسیقی آمریکا
| سال  | نامزدی / اثر | جایزه                        | نتیجه |
| ---- | ------------ | ---------------------------- | ----- |
| ۲۰۱۰ | جاستین بیبر  | هنرمند سال                   | پیروز |
| ۲۰۱۰ | جاستین بیبر  | هنرمند برگزیدهٔ مرد (پاپ/راک) | پیروز |
| ۲۰۱۰ | جاستین بیبر  | هنرمند موفق تی-موبایل        | پیروز |
| ۲۰۱۰ | دنیای من ۲٫۰ | آلبوم برگزیده (پاپ/راک)      | پیروز |

## جوایز موسیقی میکس
| سال  | نامزدی / اثر | جایزه                    | نتیجه |
| ---- | ------------ | ------------------------ | ----- |
| ۲۰۱۰ | «یک بار»     | ویدئوی برگزیدهٔ بین‌المللی | پیروز |

## واژه‌نامه
1. ↑  International Breakthrough Artist
2. ↑  Collaborative Video of the Year
3. ↑  Favorite International Artist
4. 1 2 3 4  Best New Artist
5. ↑  Top Artist
6. ↑  Top New Artist
7. ↑  Top Social Artist
8. ↑  Top Billboard 200 Artist
9. ↑  Top Male Artist
10. ↑  Top Pop Artist
11. ↑  Top Billboard 200 Album
12. ↑  Top Pop Album
13. ↑  Best International Act
14. ↑  Best Pop Act
15. ↑  Newcomer of the Year
16. 1 2  Album of the Year
17. 1 2  Pop Album of the Year
18. ↑  New Artist of the Year
19. 1 2  Artist of the Year
20. ↑  Fan Choice Award
21. ↑  Best Pop Vocal Album
22. ↑  Best Male Video
23. ↑  Best New Act
24. ↑  Best Male
25. ↑  International Artist
26. ↑  UR FAVE: New Artist
27. ↑  UR FAVE: Canadian Video
28. ↑  International Video of the Year by a Canadian
29. ↑  Favorite Pop/Rock Male Artist
30. ↑  T-Mobile Breakthrough Artist
31. ↑  Favorite Pop/Rock Album
32. ↑  Favorite International Video